# Thalictrum osmundifolium
Thalictrum osmundifolium är en ranunkelväxtart som beskrevs av Achille Eugène Finet och Gagnep.. Thalictrum osmundifolium ingår i släktet rutor, och familjen ranunkelväxter. Inga underarter finns listade i Catalogue of Life.